# Diòptria
|  | Pel que fa a l'àlbum de Pau Riba, vegeu Dioptria. |

La diòptria és la unitat de mesura amb què s'expressa la potència d'una lent o d'un mirall corbat. És la inversa de la distància focal expressada en metres. Per exemple, si una lent té una distància focal de 2 metres, té 0,5 diòptries; si té una distància focal de 33,3 centímetres, té 3 diòptries, etc.
{\displaystyle D={\frac {1}{f{\text{ (m)}}}}}
El terme va ser proposat per l'oftalmòleg francès Ferdinand Monoyer el 1872.

## Exemple
La distància focal de l'ull humà és d'aproximadament fnorm = 17 mm.
Un ull miop té la mateixa longitud focal d'un ull normal, però, en ser més llarg, requereix una longitud focal més gran per tal que els raigs de llum convergeixen en la retina. Per exemple, si suposem que és un mil·límetre més llarg, necessitarà una distància focal F = 18 mm. Si volem corregir el defecte de la vista, hem d'utilitzar una lent divergent de distància focal fcorr.
En un sistema de lents composts, és possible demostrar que 
{\displaystyle {\frac {1}{F}}={\frac {1}{f_{\text{norm}}}}+{\frac {1}{f_{\text{corr}}}}},
a partir de la qual 
{\displaystyle {\frac {1}{f_{\text{corr}}}}={\frac {1}{F}}-{\frac {1}{f_{\text{norm}}}}=\left({\frac {1}{18}}-{\frac {1}{17}}\right)\cdot 10^{3}{\text{ m}}^{-1}=-3.3{\text{ diòptries}}},
on el signe menys justifica l'afirmació de què la lent ha de ser divergent.
Per una correcció de la miopia es requerirà una lent negativa (còncava) de 3,25 diòptries, pel fet que, normalment, les lents per a la correcció de defectes refractius es mesuren en passos de 0,25.